# Sylvie Vartan

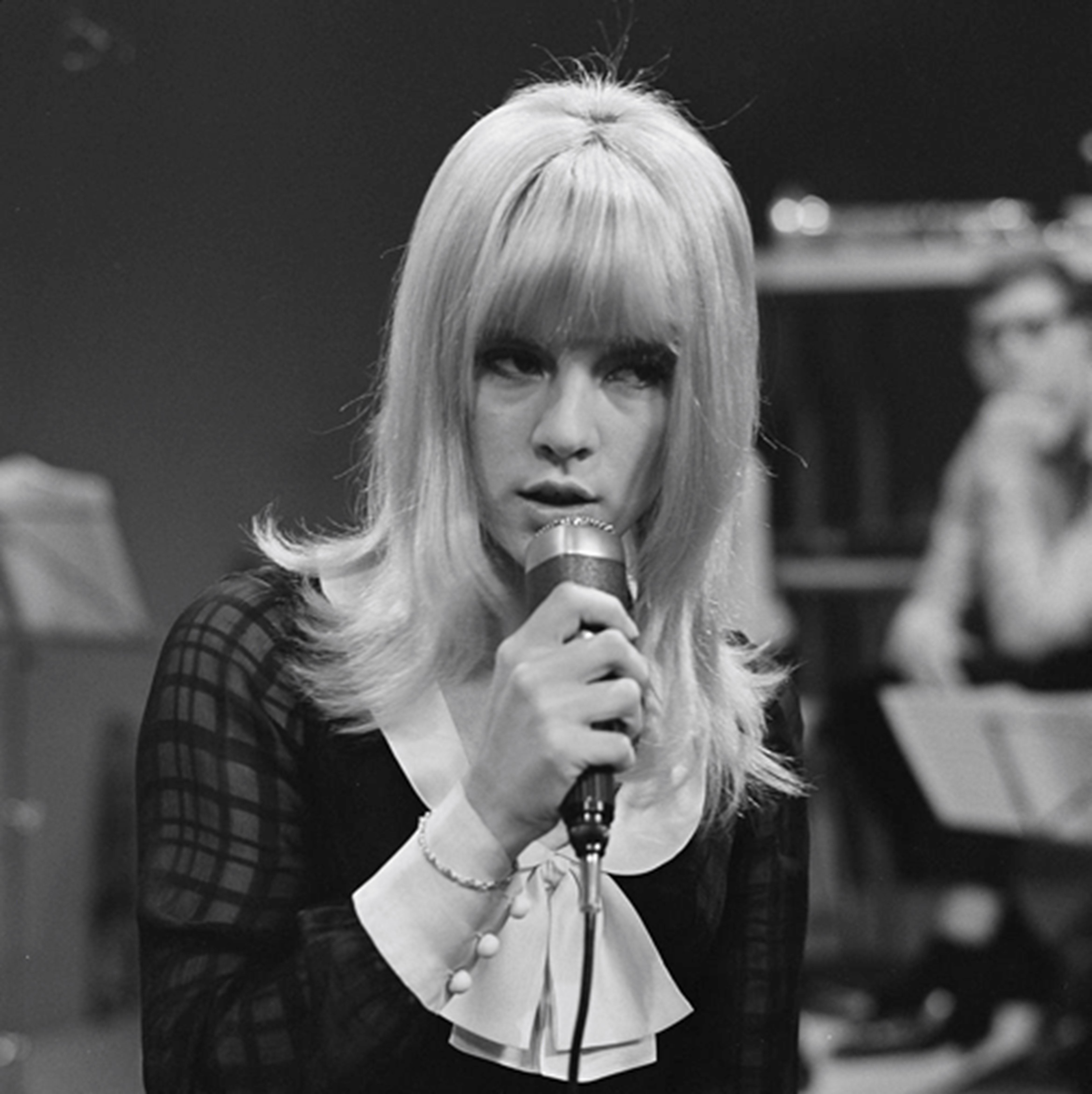
Sylvie Vartan 1966.

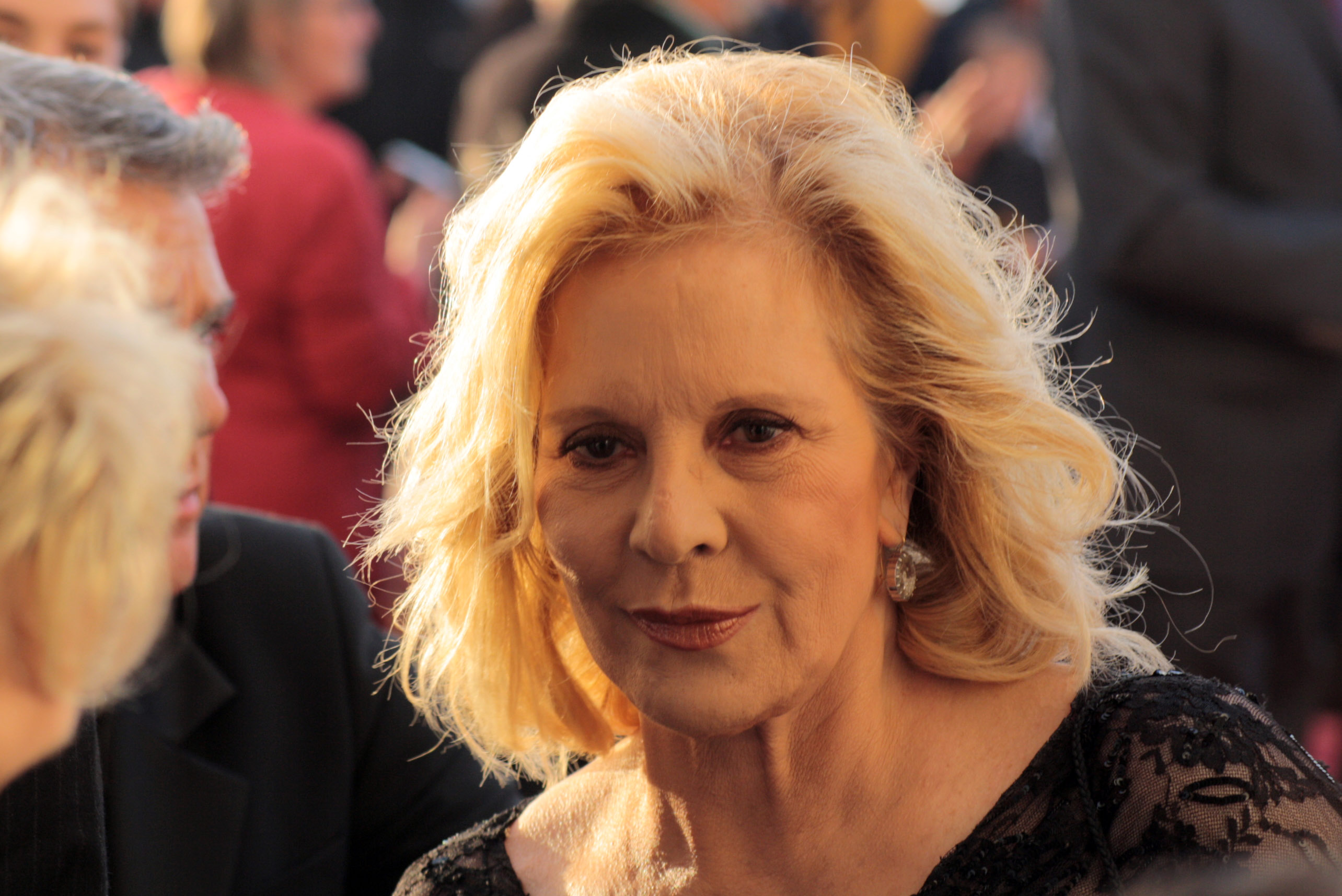
Sylvie Vartan 2011.

Sylvie Vartan (bulgariska: Силви Вартан), född som Sylvie Vartanian den 15 augusti 1944 i Iskrets i Bulgarien, är en fransk sångerska och skådespelerska. Hennes far var av armeniskt ursprung och hennes mor av ungerskt ursprung.
Vartan hade sin storhetstid mellan 1960- och 1980-talen. Hon har mest blivit känd som popsångerska med yé-yé-specialitet. 1964 var hon huvudattraktion på Olympia i Paris tillsammans med Trini López och The Beatles. 
Vartan var 1965–1980 gift med rocksångaren Johnny Hallyday, med vilken hon har en son. 1984 gifte hon sig med skivproducenten Tony Scotti. De har adopterat en flicka från Bulgarien.
Vartan har fortsatt att spela in skivor och gav 2001 ut en skiva med återblick över sin karriär.